# Ronde van Italië 2024/Startlijst
Deze pagina bevat de startlijst van de 107e Ronde van Italië die in 2024 op zaterdag 4 mei van start ging in Venaria Reale en op zondag 26 mei eindigde in Rome. In totaal namen er 22 ploegen deel aan de rittenkoers die elk met acht renners van start gingen, wat het totaal aantal deelnemers op 176 bracht.

## Overzicht

### INEOS Grenadiers
| rugnummer | renner           | prestaties deze ronde                 | opmerkingen | eindklassering |
| --------- | ---------------- | ------------------------------------- | ----------- | -------------- |
| 1         | Geraint Thomas   |                                       |             | 3e             |
| 2         | Thymen Arensman  |                                       |             | 6e             |
| 3         | Tobias Foss      |                                       |             | 79e            |
| 4         | Filippo Ganna    |                                       |             | 101e           |
| 5         | Jhonatan Narváez | winnaar: 1e etappe                    |             | 28e            |
| 6         | Magnus Sheffield |                                       |             | 59e            |
| 7         | Ben Swift        |                                       |             | 58e            |
| 8         | Connor Swift     |                                       |             | 83e            |
|           | Team             | 1e, 4e, 5e, 6e, 7e, 14e en 15e etappe |             |                |

### Alpecin-Deceuninck
| rugnummer | renner                | prestaties deze ronde | opmerkingen | eindklassering |
| --------- | --------------------- | --------------------- | ----------- | -------------- |
| 11        | Kaden Groves          |                       |             | 91e            |
| 12        | Tobias Bayer          |                       |             | 96e            |
| 13        | Nicola Conci          |                       |             | 23e            |
| 14        | Quinten Hermans       |                       |             | 53e            |
| 15        | Jimmy Janssens        |                       |             | 84e            |
| 16        | Timo Kielich          |                       |             | 111e           |
| 17        | Edward Planckaert     |                       |             | 95e            |
| 18        | Fabio Van Den Bossche |                       |             | 107e           |
|           | Team                  |                       |             |                |

### Arkéa-B&B Hotels
| rugnummer | renner           | prestaties deze ronde | opmerkingen                   | eindklassering |
| --------- | ---------------- | --------------------- | ----------------------------- | -------------- |
| 21        | Jenthe Biermans  |                       | Niet gestart in de 16e etappe | DNF            |
| 22        | Louis Barré      |                       | Niet gestart in de 11e etappe | DNF            |
| 23        | Ewen Costiou     |                       |                               | 90e            |
| 24        | David Dekker     |                       | Opgave tijdens de 17e etappe  | DNF            |
| 25        | Donavan Grondin  |                       |                               | 119e           |
| 26        | Michel Ries      |                       |                               | 25e            |
| 27        | Alan Riou        |                       |                               | 142e           |
| 28        | Alessandro Verre |                       |                               | 73e            |
|           | Team             |                       |                               |                |

### Astana Qazaqstan Team
| rugnummer | renner            | prestaties deze ronde | opmerkingen                   | eindklassering |
| --------- | ----------------- | --------------------- | ----------------------------- | -------------- |
| 31        | Simone Velasco    |                       |                               | 32e            |
| 32        | Davide Ballerini  |                       |                               | 70e            |
| 33        | Alexey Lutsenko   |                       | Niet gestart in de 9e etappe  | DNF            |
| 34        | Lorenzo Fortunato |                       |                               | 12e            |
| 35        | Max Kanter        |                       | Niet gestart in de 10e etappe | DNF            |
| 36        | Henok Mulubrhan   |                       |                               | 47e            |
| 37        | Vadïm Pronskïy    |                       | Niet gestart in de 15e etappe | DNF            |
| 38        | Christian Scaroni |                       | Niet gestart in de 18e etappe | DNF            |
|           | Team              |                       |                               |                |

### BORA-hansgrohe
| rugnummer | renner                 | prestaties deze ronde | opmerkingen                   | eindklassering |
| --------- | ---------------------- | --------------------- | ----------------------------- | -------------- |
| 41        | Daniel Felipe Martínez |                       |                               | 2e             |
| 42        | Giovanni Aleotti       |                       |                               | 24e            |
| 43        | Jonas Koch             |                       |                               | 100e           |
| 44        | Florian Lipowitz       |                       | Niet gestart in de 6e etappe  | DNF            |
| 45        | Ryan Mullen            |                       |                               | 131e           |
| 46        | Maximilian Schachmann  |                       |                               | 45e            |
| 47        | Danny van Poppel       |                       | Niet gestart in de 16e etappe | DNF            |
| 48        | Patrick Gamper         |                       |                               | 86e            |
|           | Team                   | 2e, 3e etappe         |                               |                |

### Cofidis
| rugnummer | renner                | prestaties deze ronde | opmerkingen                   | eindklassering |
| --------- | --------------------- | --------------------- | ----------------------------- | -------------- |
| 51        | Stefano Oldani        |                       | Niet gestart in de 11e etappe | DNF            |
| 52        | Stanisław Aniołkowski |                       |                               | 129e           |
| 53        | Nicolas Debeaumarché  |                       |                               | 114e           |
| 54        | Thomas Champion       |                       |                               | 55e            |
| 55        | Rubén Fernández       |                       |                               | 54e            |
| 56        | Simon Geschke         |                       |                               | 14e            |
| 57        | Benjamin Thomas       | winnaar: 5e etappe    | Opgave tijdens de 16e etappe  | DNF            |
| 58        | Harrison Wood         |                       |                               | 66e            |
|           | Team                  |                       |                               |                |

### Decathlon AG2R La Mondiale Team
| rugnummer | renner                 | prestaties deze ronde                                             | opmerkingen | eindklassering |
| --------- | ---------------------- | ----------------------------------------------------------------- | ----------- | -------------- |
| 61        | Ben O'Connor           |                                                                   |             | 4e             |
| 62        | Alex Baudin            | 1e etappe                                                         |             | 21e            |
| 63        | Aurélien Paret-Peintre |                                                                   |             | 26e            |
| 64        | Valentin Paret-Peintre | winnaar: 10e etappe                                               |             | 16e            |
| 65        | Damien Touzé           |                                                                   |             | 69e            |
| 66        | Bastien Tronchon       |                                                                   |             | 88e            |
| 67        | Andrea Vendrame        |                                                                   |             | 46e            |
| 68        | Larry Warbasse         |                                                                   |             | 37e            |
|           | Team                   | 8e, 9e, 10e, 11e, 12e, 13e, 16e, 17e, 18e, 19e, 20e en 21e etappe |             |                |

### EF Education-EasyPost
| rugnummer | renner                     | prestaties deze ronde | opmerkingen                 | eindklassering |
| --------- | -------------------------- | --------------------- | --------------------------- | -------------- |
| 71        | Andrea Piccolo             |                       | Opgave tijden de 19e etappe | DNF            |
| 72        | Jefferson Alexander Cepeda |                       |                             | 71e            |
| 73        | Stefan de Bod              |                       |                             | 80e            |
| 74        | Michael Valgren            |                       |                             | 38e            |
| 75        | Simon Carr                 |                       | Opgave tijdens de 3e etappe | DNF            |
| 76        | Esteban Chaves             |                       |                             | 35e            |
| 77        | Mikkel Honoré              |                       |                             | 62e            |
| 78        | Georg Steinhauser          |                       |                             | 33e            |
|           | Team                       |                       |                             |                |

### Groupama-FDJ
| rugnummer | renner          | prestaties deze ronde | opmerkingen                  | eindklassering |
| --------- | --------------- | --------------------- | ---------------------------- | -------------- |
| 81        | Laurence Pithie |                       |                              | 103e           |
| 82        | Lewis Askey     |                       |                              | 93e            |
| 83        | Cyril Barthe    |                       |                              | 72e            |
| 84        | Clément Davy    |                       | Opgave tijdens de 15e etappe | DNF            |
| 85        | Lorenzo Germani |                       |                              | 87e            |
| 86        | Olivier Le Gac  |                       |                              | 133e           |
| 87        | Fabian Lienhard |                       |                              | 139e           |
| 88        | Enzo Paleni     |                       |                              | 56e            |
|           | Team            |                       |                              |                |

### Intermarché-Wanty
| rugnummer | renner                    | prestaties deze ronde | opmerkingen                 | eindklassering |
| --------- | ------------------------- | --------------------- | --------------------------- | -------------- |
| 91        | Biniam Girmay             |                       | Opgave tijdens de 4e etappe | DNF            |
| 92        | Lilian Calmejane          | 1e etappe             |                             | 42e            |
| 93        | Kevin Colleoni            |                       |                             | 98e            |
| 94        | Madis Mihkels             |                       |                             | 112e           |
| 95        | Dries De Pooter           |                       |                             | 106e           |
| 96        | Adrien Petit              |                       | Opgave tijdens de 5e etappe | DNF            |
| 97        | Dion Smith                |                       |                             | 89e            |
| 98        | Roel van Sintmaartensdijk |                       |                             | 104e           |
|           | Team                      |                       |                             |                |

### Israel-Premier Tech
| rugnummer | renner          | prestaties deze ronde | opmerkingen                   | eindklassering |
| --------- | --------------- | --------------------- | ----------------------------- | -------------- |
| 101       | Michael Woods   |                       | Niet gestart in de 6e etappe  | DNF            |
| 102       | Simon Clarke    |                       |                               | 97e            |
| 103       | Marco Frigo     |                       |                               | 44e            |
| 104       | Hugo Hofstetter |                       |                               | 126e           |
| 105       | Riley Pickrell  |                       | Niet gestart in de 6e etappe  | DNF            |
| 106       | Nadav Raisberg  |                       | Niet gestart in de 6e etappe  | DNF            |
| 107       | Nick Schultz    |                       | Niet gestart in de 19e etappe | DNF            |
| 109       | Ethan Vernon    |                       | Niet gestart in de 10e etappe | DNF            |
|           | Team            |                       |                               |                |

### Lidl-Trek
| rugnummer | renner                  | prestaties deze ronde                                                                                                 | opmerkingen | eindklassering |
| --------- | ----------------------- | --- | ----------- | -------------- |
| 111       | Jonathan Milan          | winnaar: 4e en 11e etappe 4e, 5e, 6e, 7e, 8e, 9e, 10e, 11e, 12e, 13e, 14e, 15e, 16e, 17e, 18e, 19e, 20e en 21e etappe |             | 118e           |
| 112       | Andrea Bagioli          | |             | 65e            |
| 113       | Simone Consonni         | |             | 123e           |
| 114       | Amanuel Ghebreigzabhier | |             | 63e            |
| 115       | Daan Hoole              | |             | 132e           |
| 116       | Juan Pedro López        | |             | 39e            |
| 117       | Jasper Stuyven          | |             | 92e            |
| 118       | Edward Theuns           | |             | 113e           |
|           | Team                    | |             |                |

### Movistar Team
| rugnummer | renner           | prestaties deze ronde | opmerkingen | eindklassering |
| --------- | ---------------- | --------------------- | ----------- | -------------- |
| 121       | Nairo Quintana   |                       |             | 19e            |
| 122       | Albert Torres    |                       |             | 68e            |
| 123       | William Barta    |                       |             | 50e            |
| 124       | Davide Cimolai   |                       |             | 134e           |
| 125       | Fernando Gaviria |                       |             | 137e           |
| 126       | Lorenzo Milesi   |                       |             | 85e            |
| 127       | Einer Rubio      |                       |             | 7e             |
| 128       | Pelayo Sánchez   | winnaar: 6e etappe    |             | 40e            |
|           | Team             |                       |             |                |

### Soudal Quick-Step
| rugnummer | renner             | prestaties deze ronde | opmerkingen | eindklassering |
| --------- | ------------------ | --------------------- | ----------- | -------------- |
| 131       | Julian Alaphilippe |                       |             | 48e            |
| 132       | Josef Černý        |                       |             | 141e           |
| 133       | Jan Hirt           |                       |             | 8e             |
| 134       | Luke Lamperti      |                       |             | 117e           |
| 135       | Tim Merlier        | winnaar: 3e etappe    |             | 138e           |
| 136       | Pieter Serry       |                       |             | 78e            |
| 137       | Bert Van Lerberghe |                       |             | 135e           |
| 138       | Mauri Vansevenant  |                       |             | 30e            |
|           | Team               |                       |             |                |

### Team dsm-firmenich PostNL
| rugnummer | renner               | prestaties deze ronde | opmerkingen                   | eindklassering |
| --------- | -------------------- | --------------------- | ----------------------------- | -------------- |
| 141       | Romain Bardet        |                       |                               | 9e             |
| 142       | Tobias Lund Andresen |                       |                               | 140e           |
| 143       | Chris Hamilton       |                       |                               | 36e            |
| 144       | Fabio Jakobsen       |                       | Niet gestart in de 12e etappe | DNF            |
| 145       | Bram Welten          |                       | Niet gestart in de 4e etappe  | DNF            |
| 146       | Gijs Leemreize       |                       |                               | 43e            |
| 147       | Julius van den Berg  |                       | Opgave tijdens de 16e etappe  | DNF            |
| 148       | Kevin Vermaerke      |                       |                               | 29e            |
|           | Team                 |                       |                               |                |

### Team Jayco AlUla
| rugnummer | renner               | prestaties deze ronde | opmerkingen                   | eindklassering |
| --------- | -------------------- | --------------------- | ----------------------------- | -------------- |
| 151       | Alessandro de Marchi |                       |                               | 51e            |
| 152       | Eddie Dunbar         |                       | Niet gestart in de 3e etappe  | DNF            |
| 153       | Caleb Ewan           |                       |                               | 120e           |
| 154       | Michael Hepburn      |                       |                               | 115e           |
| 155       | Luka Mezgec          |                       | Niet gestart in de 14e etappe | DNF            |
| 156       | Luke Plapp           | 7e etappe             |                               | 52e            |
| 157       | Max Walscheid        |                       |                               | 127e           |
| 158       | Filippo Zana         |                       |                               | 11e            |
|           | Team                 |                       |                               |                |

### Team Polti Kometa
| rugnummer | renner           | prestaties deze ronde | opmerkingen | eindklassering |
| --------- | ---------------- | --------------------- | ----------- | -------------- |
| 161       | Matteo Fabbro    |                       |             | 94e            |
| 162       | Davide Bais      |                       |             | 76e            |
| 163       | Mattia Bais      |                       |             | 61e            |
| 164       | Giovanni Lonardi |                       |             | 128e           |
| 165       | Mirco Maestri    |                       |             | 60e            |
| 166       | Andrea Pietrobon |                       |             | 109e           |
| 167       | Davide Piganzoli |                       |             | 13e            |
| 168       | Francisco Muñoz  |                       |             | 122e           |
|           | Team             |                       |             |                |

### Team Visma|Lease a Bike
| rugnummer | renner             | prestaties deze ronde                    | opmerkingen                   | eindklassering |
| --------- | ------------------ | ---------------------------------------- | ----------------------------- | -------------- |
| 171       | Christophe Laporte |                                          | Niet gestart in de 8e etappe  | DNF            |
| 172       | Edoardo Affini     |                                          |                               | 130e           |
| 173       | Tim van Dijke      |                                          |                               | 105e           |
| 174       | Robert Gesink      |                                          | Niet gestart in de 2e etappe  | DNF            |
| 175       | Olav Kooij         | Winnaar: 9e etappe                       | Niet gestart in de 10e etappe | DNF            |
| 176       | Jan Tratnik        |                                          |                               | 34e            |
| 177       | Cian Uijtdebroeks  | 2e, 3e, 4e, 5e, 6e, 8e, 9e en 10e etappe | Niet gestart in de 11e etappe | DNF            |
| 178       | Attila Valter      |                                          |                               | 22e            |
|           | Team               |                                          |                               |                |

### Tudor Pro Cycling Team
| rugnummer | renner            | prestaties deze ronde | opmerkingen                   | eindklassering |
| --------- | ----------------- | --------------------- | ----------------------------- | -------------- |
| 181       | Matteo Trentin    |                       |                               | 82e            |
| 182       | Alberto Dainese   |                       |                               | 116e           |
| 183       | Robin Froidevaux  |                       |                               | 136e           |
| 184       | Alexander Kamp    |                       |                               | 110e           |
| 185       | Alexander Krieger |                       | Opgave tijdens de 9e etappe   | DNF            |
| 186       | Marius Mayrhofer  |                       | Niet gestart in de 10e etappe | DNF            |
| 187       | Michael Storer    |                       |                               | 10e            |
| 188       | Florian Stork     |                       |                               | 74e            |
|           | Team              |                       |                               |                |

### UAE Team Emirates
| rugnummer | renner                | prestaties deze ronde | opmerkingen | eindklassering |
| --------- | --------------------- | --- | ----------- | -------------- |
| 191       | Tadej Pogačar         | winnaar: 2e, 7e en 8e, 15e, 16e en 20e etappe 2e, 3e, 4e, 5e, 6e, 7e, 8e, 9e, 10e, 11e, 12e, 13e, 14e, 15e, 16e, 17e, 18e, 19e, 20e en 21e etappe 2e, 3e, 4e, 5e, 6e, 7e, 8e, 9e, 10e,11e, 12e, 13e, 14e, 15e, 16e, 17e, 18e, 19e, 20e en 21e etappe |             | 1e             |
| 192       | Rui Oliveira          | |             | 121e           |
| 193       | Mikkel Bjerg          | |             | 108e           |
| 194       | Felix Großschartner   | |             | 31e            |
| 195       | Vegard Stake Laengen  | |             | 75e            |
| 196       | Rafał Majka           | |             | 15e            |
| 197       | Juan Sebastián Molano | |             | 125e           |
| 198       | Domen Novak           | |             | 67e            |
|           | Team                  | |             |                |

### VF Group-Bardiani CSF-Faizanè
| rugnummer | renner             | prestaties deze ronde | opmerkingen | eindklassering |
| --------- | ------------------ | --------------------- | ----------- | -------------- |
| 201       | Domenico Pozzovivo |                       |             | 20e            |
| 202       | Luca Covili        |                       |             | 18e            |
| 203       | Filippo Fiorelli   | 2e etappe             |             | 77e            |
| 204       | Martin Marcellusi  |                       |             | 99e            |
| 205       | Manuele Tarozzi    |                       |             | 102e           |
| 206       | Giulio Pellizzari  |                       |             | 49e            |
| 207       | Alessandro Tonelli |                       |             | 41e            |
| 208       | Enrico Zanoncello  |                       |             | 124e           |
|           | Team               |                       |             |                |

### Bahrain-Victorious
| rugnummer | renner            | prestaties deze ronde                                                   | opmerkingen                   | eindklassering |
| --------- | ----------------- | ----------------------------------------------------------------------- | ----------------------------- | -------------- |
| 211       | Antonio Tiberi    | 11e etappe, 12e, 13e, 14e en 15e, 16e, 17e, 18e, 19e, 20e en 21e etappe |                               | 5e             |
| 212       | Rainer Kepplinger |                                                                         |                               | 64e            |
| 213       | Phil Bauhaus      |                                                                         | Niet gestart in de 14e etappe | DNF            |
| 214       | Damiano Caruso    |                                                                         |                               | 17e            |
| 215       | Andrea Pasqualon  |                                                                         |                               | 81e            |
| 216       | Edoardo Zambanini |                                                                         |                               | 27e            |
| 217       | Jasha Sütterlin   |                                                                         |                               | 57e            |
| 218       | Torstein Træen    |                                                                         | Opgave tijdens de 4e etappe   | DNF            |
|           | Team              |                                                                         |                               |                |

## Deelnemers per land
| Deelnemers | Land                                                                              |
| ---------- | --------------------------------------------------------------------------------- |
| 43         | Italië                                                                            |
| 33         | Frankrijk                                                                         |
| 14         | België                                                                            |
| 12         | Duitsland, Nederland                                                              |
| 9          | Australië                                                                         |
| 7          | Verenigd Koninkrijk                                                               |
| 6          | Colombia                                                                          |
| 5          | Denemarken, Spanje, Verenigde Staten                                              |
| 4          | Oostenrijk, Slovenië                                                              |
| 3          | Eritrea, Noorwegen                                                                |
| 2          | Canada, Ecuador, Ierland, Kazachstan, Nieuw-Zeeland, Polen, Tsjechië, Zwitserland |
| 1          | Estland, Hongarije, Israël, Luxemburg, Portugal, Zuid-Afrika                      |

1e etappe ·
2e etappe ·
3e etappe ·
4e etappe ·
5e etappe ·
6e etappe ·
7e etappe ·
8e etappe ·
9e etappe ·
10e etappe ·
11e etappe ·
12e etappe ·
13e etappe ·
14e etappe ·
15e etappe ·
16e etappe ·
17e etappe ·
18e etappe ·
19e etappe ·
20e etappe ·
21e etappe
Startlijst · Eindstanden · Afbeeldingen